# العلاقات الأمريكية المالطية
العلاقات الأمريكية المالطية هي العلاقات الثنائية التي تجمع بين الولايات المتحدة ومالطا.

## مقارنة بين البلدين
هذه مقارنة عامة ومرجعية للدولتين:
| وجه المقارنة                                              | الولايات المتحدة                                                                                                  | مالطا                                                     |
| --------------------------------------------------------- | --- | --------------------------------------------------------- |
| المساحة (كم2)                                             | 9.83 مليون | 316                                                       |
| عدد السكان (نسمة)                                         | 311.58 مليون | 465.29 ألف                                                |
| الكثافة السكانية (ن./كم²)                                 | 31.7 | 147.24 ألف                                                |
| العاصمة                                                   | واشنطن العاصمة | فاليتا                                                    |
| اللغة الرسمية                                             | لغة إنجليزية | اللغة المالطية، لغة إنجليزية                              |
| العملة                                                    | دولار أمريكي | يورو، ليرة مالطية                                         |
| الناتج المحلي الإجمالي (بليون دولار)                      | 19.39 تريليون | 12.54 مليار                                               |
| الناتج المحلي الإجمالي (تعادل القوة الشرائية) بليون دولار | 18.04 تريليون | 14.68 مليار                                               |
| الناتج المحلي الإجمالي الاسمي للفرد دولار أمريكي          | 56.12 ألف | 22.60 ألف                                                 |
| الناتج المحلي الإجمالي للفرد دولار أمريكي                 | 54.63 ألف |                                                           |
| مؤشر التنمية البشرية                                      | 0.920 | 0.839                                                     |
| رمز المكالمات الدولي                                      | +1 | +356                                                      |
| رمز الإنترنت                                              | .us، حكومة، .mil، Edu.                                                                                            | .mt                                                       |
| المنطقة الزمنية                                           | توقيت ساموا الأمريكية، توقيت أطلنطي موحد، منطقة زمنية وسطى، توقيت ألاسكا ‏، المنطقة الزمنية الجبلية، توقيت تشامرو ‏ | توقيت وسط أوروبا، ت ع م+01:00، ت ع م+02:00، أوروبا/مالطا ‏ |

## مدن متوأمة
في ما يلي قائمة باتفاقيات التوأمة بين مدن أمريكية ومالطية:
- ترتبط ميلبراي مع الموسطة [الإنجليزية]‏ باتفاقية توأمة.

## منظمات دولية مشتركة
يشترك البلدان في عضوية مجموعة من المنظمات الدولية، منها:
| علم المنظمة | اسم المنظمة                               | تاريخ انضمام الولايات المتحدة | تاريخ انضمام مالطا |
| ----------- | ----------------------------------------- | ----------------------------- | ------------------ |
|             | وكالة ضمان الاستثمار متعدد الأطراف        | 12 أبريل 1988                 | 12 سبتمبر 1990     |
|             | الاتحاد الدولي للاتصالات                  | 1 يوليو 1908                  | 1965               |
|             | يونسكو                                    | 4 نوفمبر 1946                 | 10 فبراير 1965     |
|             | الأمم المتحدة                             | 24 أكتوبر 1945                | 1 ديسمبر 1964      |
|             | مؤسسة التمويل الدولية                     | 20 يوليو 1956                 | 1 يونيو 2005       |
|             | منظمة الشرطة الجنائية الدولية             | ?                             | ?                  |
|             | الاتحاد البريدي العالمي                   | ?                             | ?                  |
|             | منظمة حظر الأسلحة الكيميائية              | ?                             | ?                  |
|             | منظمة التجارة العالمية                    | ?                             | ?                  |
|             | منظمة الأمن والتعاون في أوروبا            | 25 يونيو 1973                 | 25 يونيو 1973      |
|             | مجموعة الموردين النوويين                  | ?                             | ?                  |
|             | المركز الدولي لتسوية المنازعات الاستشارية | 14 أكتوبر 1966                | 3 ديسمبر 2003      |
|             | البنك الدولي للإنشاء والتعمير             | 27 ديسمبر 1945                | 26 سبتمبر 1983     |
|             | المنظمة الهيدروغرافية الدولية             | ?                             | ?                  |
|             | الفريق المعني برصد الأرض                  | ?                             | ?                  |
|             | مجموعة أستراليا                           | 1985                          | 2004               |

## أعلام
هذه قائمة لبعض الشخصيات التي تربطها علاقات بالبلدين:
- أندي مارتن (سياسي أمريكي، 1945 – )
- بريتني سبيرز (مغنية أمريكية، 2 ديسمبر 1981 – )
- بيت بوتجيج (سياسي أمريكي، 19 يناير 1982 – )
- جو س. (موسيقي أمريكي، 9 نوفمبر 1974[27] – 16 نوفمبر 2000[27])
- جو ساكو (2 أكتوبر 1960[28][29] – )
- جوزيف بورغ (محامي من الولايات المتحدة الأمريكية، 1951 – )
- جيمي لين سبيرز (4 أبريل 1991[30] – )
- ديربورن
- راي بتيغيغ (موسيقي مالطي، 1 مايو 1955 – )

## وصلات خارجية
- موقع وزارة الخارجية الأمريكية
- موقع وزارة الخارجية المالطية